# Право на накнаду погребних трошкова
Право на накнаду погребних трошкова једно је од права у области пензионог и инвалидског осигурања, које у Републици Србији може остварити  лице које је сносило трошкове сахране, у случају смрти корисника пензије.

## Исплата накнаде
Накнада се исплаћује у висини једне и по просечне пензије исплаћене у претходном кварталу, у односу на дан смрти корисника.
Висина накнаде утврђује се квартално.

## Документација
Да би ово право остварило лице које је сносило трошкове сахране, оно мора да поднесе следеће доказе:
- Извод из матичне књиге умрлих (фотокопија),
- Рачуне о трошковима сахране (оригинал или оверена фотокопија),
- Фотокопију личне карте подносиоца захтева,
- Чек од пензије умрлог корисника пензије.